# Pallacanestro Biella
Maillots
Le Pallacanestro Biella ou Edilnol Biella est un club italien de basket-ball de la ville de Biella.

## Différents noms
- Edilnol Biella

## Joueurs célèbres ou marquants
- Michael Batiste
- Jacob Jaacks
- Reece Gaines
- Marc Salyers
- Malik Dixon
- Taylor Rochestie
- Laurence Ekperigin
- Thabo Sefolosha
- Greg Brunner
- Guilherme Giovannoni
- Pietro Aradori
- Marco Cusin
- Jonas Jerebko
- Guido Rosselli
- Tadija Dragićević